# Union nationale interprofessionnelle du cheval
Pour les articles homonymes, voir UNIC.

Logo de l'UNIC.

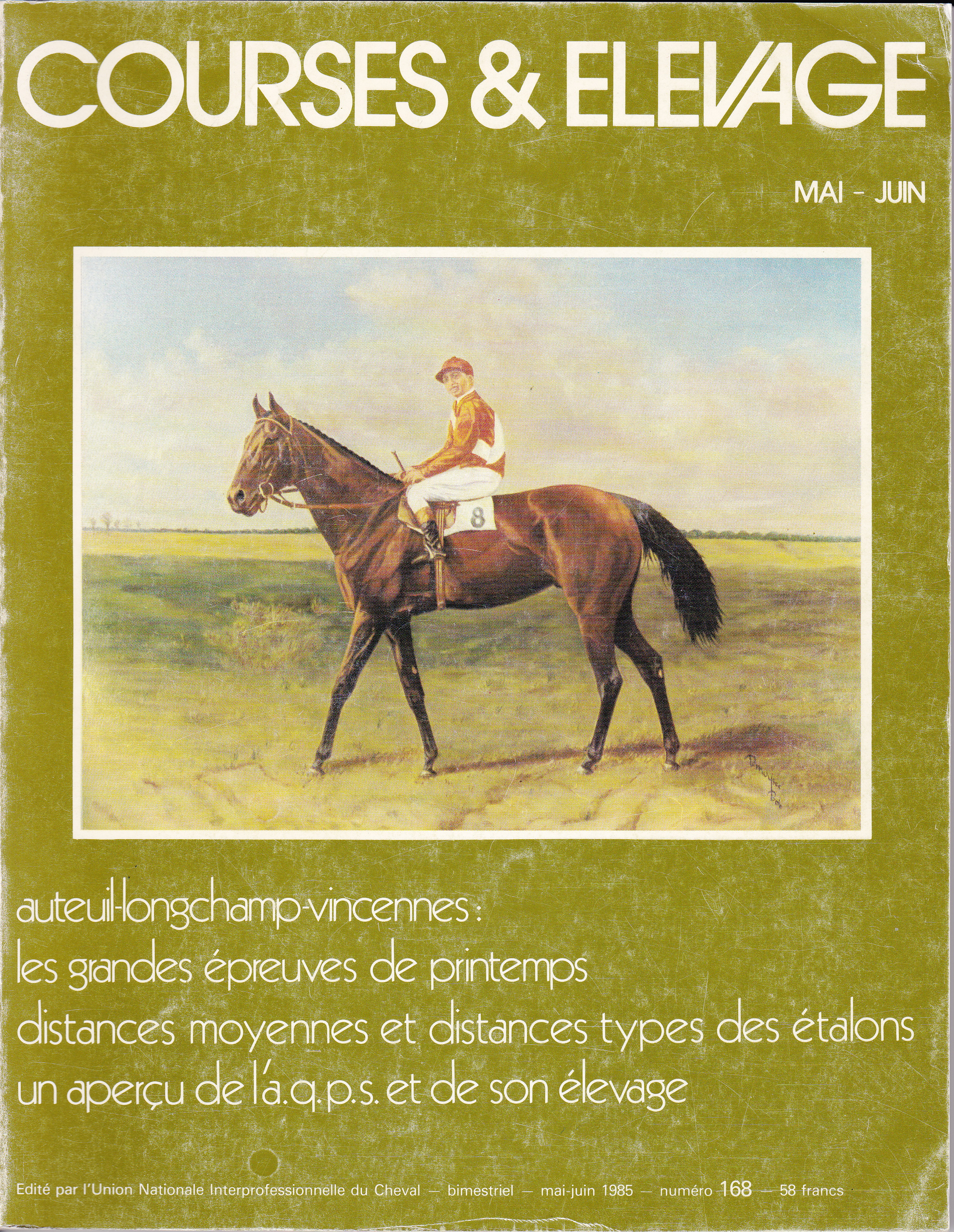
Couverture et article sur Prince Rose dans la revue Courses & Élevage de mai - juin 1984.

L’Union nationale interprofessionnelle du cheval (ou UNIC) est une association loi de 1901 dont les adhérents « représentent l’ensemble des secteurs d’activité de la filière équine ». Créée en 1949 à l’initiative des Haras nationaux, elle est reconnue d'utilité publique le 9 juillet 1954. Elle est soutenue par le ministère de l'Agriculture et se donne pour principal objectif la promotion du cheval français à l’étranger. La plupart des actions de l'UNIC concernent des plans de coopération avec des organismes étrangers. L’UNIC propose des stages de cavaliers ou de techniciens en  , l'envoi de formateurs, d'entraîneurs et de spécialistes, et des conseils en infrastructures et en équipements équestres, dans le but d'attirer les investisseurs étrangers en France et d'assurer « la réputation du savoir-faire et des chevaux français ».